# Nazorjeva ulica, Ljubljana
Nazorjeva ulica je ulica v Ljubljani. 

## Poimenovanje
Ulica je bila 4. junija 1952 preimenovana iz dotedanjega imena Frančiškanska ulica (po tamkajšnjem frančiškanskem samostanu) v Nazorjevo ulico, po hrvaškem pesniku Vladimirju Nazorju.

## Zgodovina
Frančiškanska cesta je ena najstarejših cest v Ljubljani, saj se prvič omenja že leta 1784.
Leta 1978 so prenovili ulico in sicer so odstranili kockasti tlak in pločnike ter jih zamenjali z asfaltno prevleko. Prav tako so ob vodnjaku uredili kamnite klopce ter namestili cvetlična korita.

## Urbanizem
Ulica se prične na stiku s Miklošičevo cesto in se konča v stiku s Slovensko cesto.
Ob ulici se nahajajo:
- Frančiškanski samostan Ljubljana - Center,
- cerkev Marijinega oznanjanja,
- Frančiškanski družinski inštitut,
- Serafinski kolegij,
- Grand Hotel Union,...